# Agrilus sperkii
Agrilus sperkii es una especie de insecto del género Agrilus, familia Buprestidae, orden Coleoptera.
Fue descrita científicamente por Solsky, 1873.